# Вальє-де-лас-Навас
Вальє-де-лас-Навас (ісп. Valle de las Navas) — муніципалітет в Іспанії, у складі автономної спільноти Кастилія-і-Леон, у провінції Бургос. Населення — 628 осіб (2010).
Муніципалітет розташований на відстані близько 230 км на північ від Мадрида, 12 км на північ від Бургоса.
На території муніципалітету розташовані такі населені пункти: (дані про населення за 2010 рік)
- Селада-де-ла-Торре: 39 осіб
- Мельгоса: 33 особи
- Ріосересо: 121 особа
- Ріосерас: 236 осіб
- Робредо-Теміньйо: 54 особи
- Теміньйо: 83 особи
- Тобес: 62 особи

## Демографія
Динаміка населення (INE ):